# 高山蹄盖蕨
高山蹄盖蕨（学名：Athyrium silvicola）为蹄盖蕨科蹄盖蕨属下的一个种。

## 扩展阅读
維基物種上的相關：高山蹄盖蕨